# 海壇街

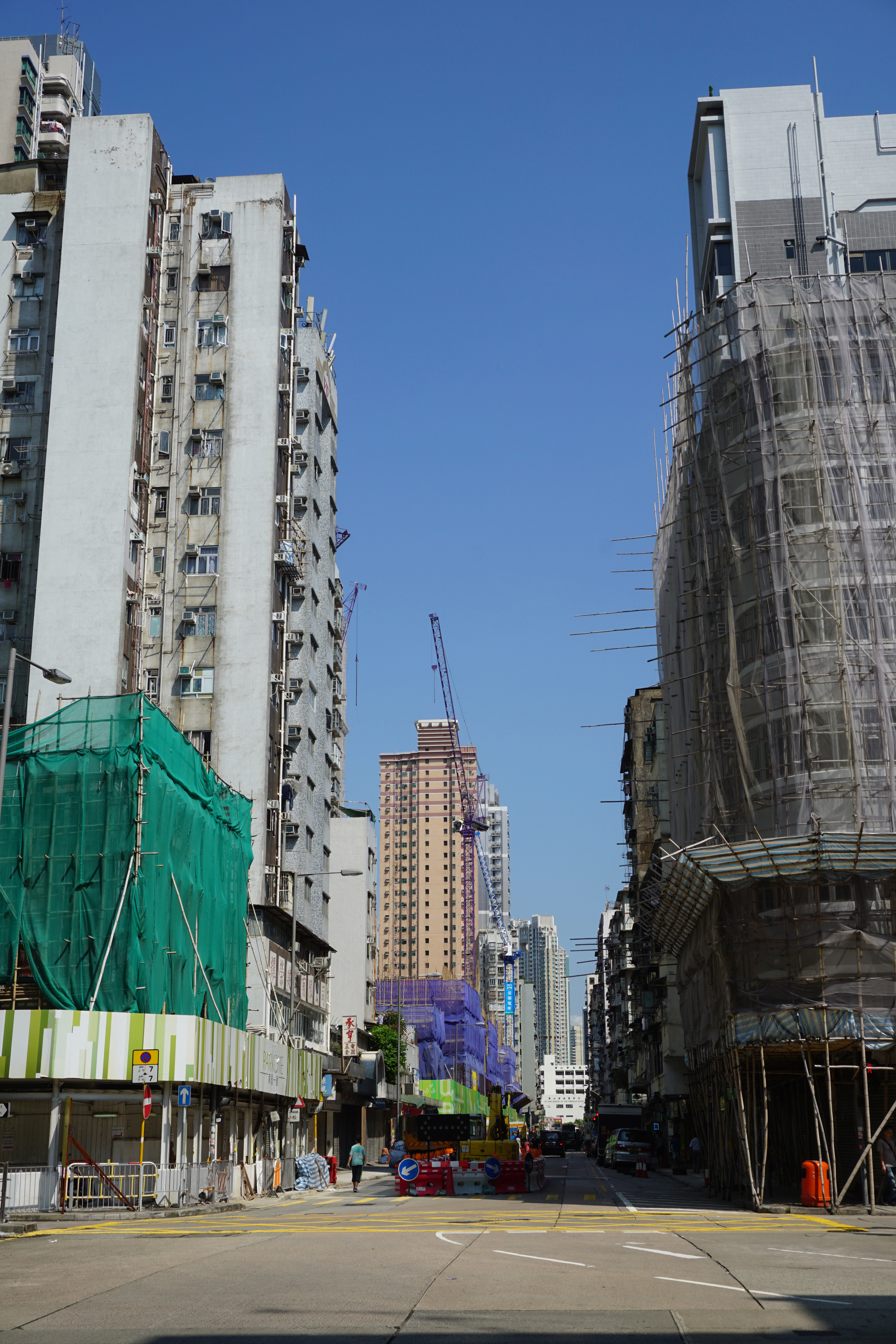
海壇街

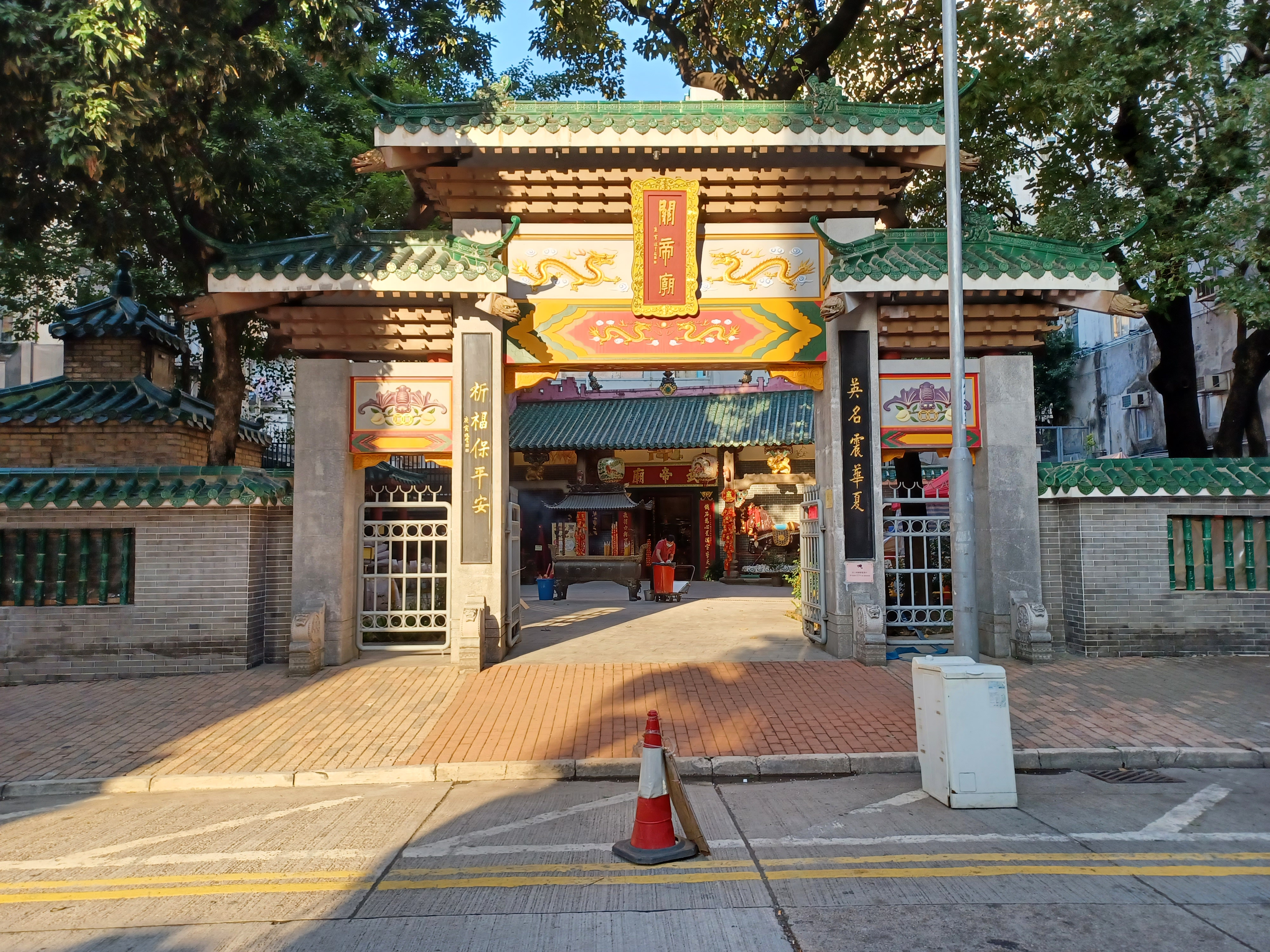
位於海壇街的深水埗關帝廟

海壇街（英語：Hai Tan Street），是位於香港九龍深水埗區一條街道，街頭由界限街武帝廟到九江街寶血會嘉靈學校近深水埗公園，途經南昌街、桂林街。

## 街名來源
街名來源為福建省平潭縣之舊稱「海壇島」。

## 歷史
海壇街以前鄰近海邊，現在有多座數十年樓齡、十多層高的唐樓，地面設有商舖，近年被列入市區重建局重建計劃之內。2013年7月12日，地政總署刊憲收回海壇街首個需求主導發展項目涉及的土地，當中包括58項私人土地業權。當完成收地及清拆工程後，該幅面積約483平方米的土地將會重建為住宅物業，物業低層作為零售及附屬設施。
2024年5月31日，鄰近桂林街的一段海壇街出現路陷，其範圍達3米乘4米，深度約3米，該段路面需要全線封閉至6月7日。

## 重建項目
- 187G號、201號、203號及218號愛海頌地盤面積約為7507平方米（80,805平方呎）完成後，該發展項目將包括總建築面積約57,399平方米（617,839平方呎），不包括

停車位面積。
- 205至211A號海珀
- 223號、223A、225及225A號佳寧娜佳悅
- 227-227C號富豪酒店地盤面積約4,776平方呎
- 229A至G號傲凱
- 244至276號萬科連方，地盤面積逾1.87萬平方呎

## 公共交通
由於海壇街是一條深水埗的單程路（西行），大部份途經的公共交通工具均途經此路，經欽州街或南昌街，前往荔枝角及新界各區。